# Деусдедит Брешианский
Деусдедит (также Деодат и Адеодат; лат. Deusdedit или Deodatus; умер не ранее 680) — епископ Брешиа (не ранее 671 — не ранее 680); святой, почитаемый в Католической церкви (день памяти — 12 декабря).

## Биография
В списках глав Брешианской епархии Деусдедит упоминается как преемник Феликса и предшественник Гаудиоза II. Точные даты нахождения его на епископской кафедре в Брешиа не известны. Последнее достоверное упоминание о епископе Феликсе относится к 671 году. Первое же свидетельство о Деусдедите как главе Брешианской епархии датируется 679 годом, когда он участвовал в синоде в Милане. В 680 году епископ города Брешиа назван среди участников церковного собора в Риме, созванного папой Агафоном для борьбы с монофелитством. Вероятно, что он должен был управлять епархией до и после этих дат. Некоторые авторы предполагают, что Деусдедит возглавлял Брешианскую епархию до 690 или 692 года, но такая датировка не подтверждается данными средневековых исторических источников. Скорее всего, епископ умер вскоре после Римского собора. По одним данным, он был похоронен в церкви Сан-Пьетро-ин-Оливето, по другим данным, в церкви Святого Евсевия.
В феврале 1453 года останки святого Деусдедита были обретены в оратории церкви Сан-Пьетро-ин-Оливето. Здесь же были найдены останки святых епископов Павла II и Киприана, а также мученика Эвазия. В 1455 году реликвии этих святых были помещены в специально сделанные мраморные раки. Позднее честная глава Деусдедита была перенесена с собор Святой Агаты, где находится и теперь в серебряном реликварии.
Также как и все главы Брешианской епархии III—VII веков от Анатолия включительно, ещё в средневековье Деусдедит стал почитаться как местночтимый святой. Однако уже епископ Гаудиоз II и его ближайшие преемники по неизвестным причинам к лику святых причислены так и не были. Сначала Деусдедит поминался вместе с другими святыми епископами Брешиа (Павлом I, Сильвином, Павлом II и Киприаном) в четвёртое воскресенье после Пасхи. Позднее день памяти Деусдедита Брешианского стал отмечаться 12 декабря. Также его поминают 9 февраля (в день перенесения мощей).